# Lithiumdreieck

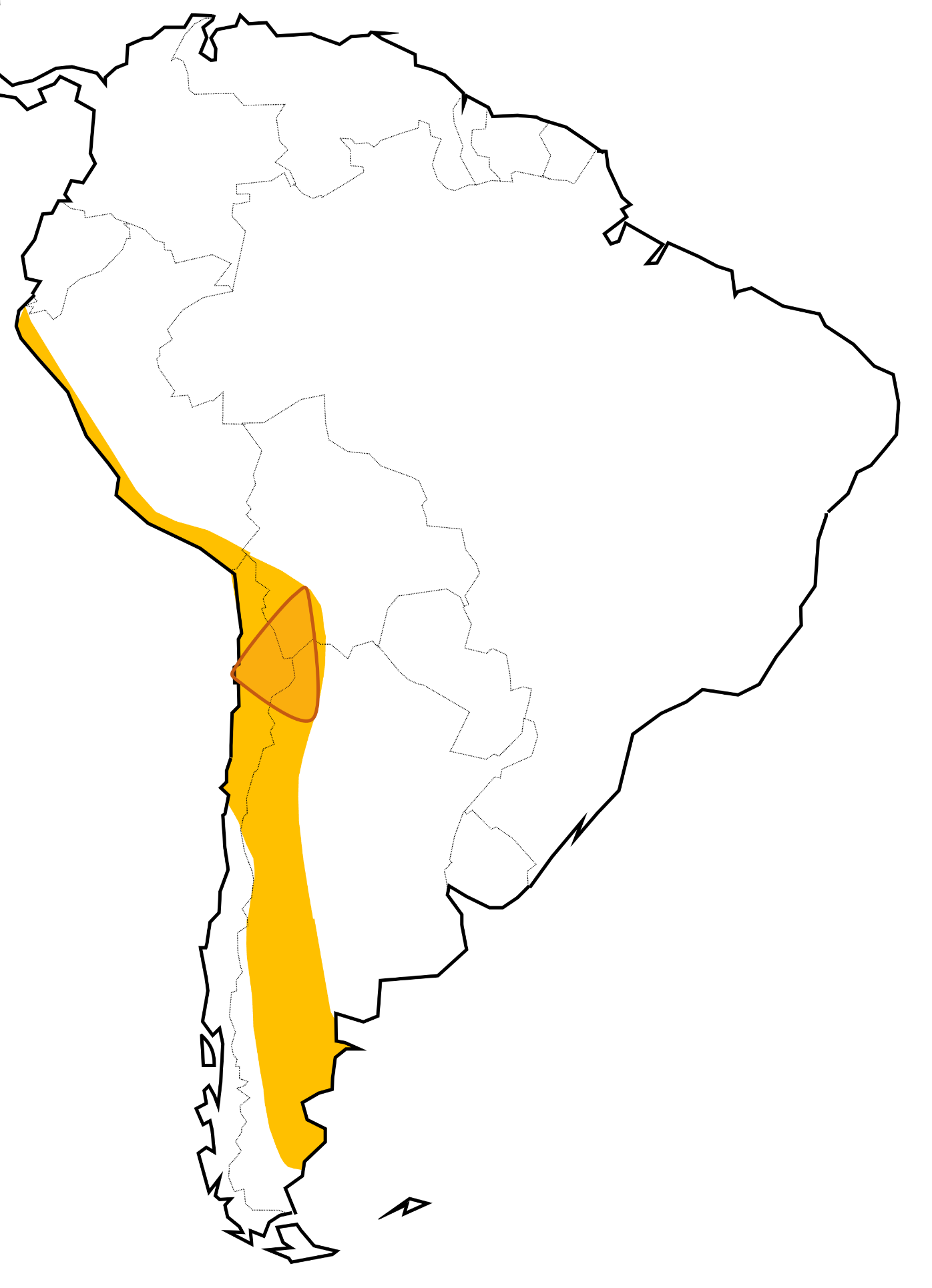
Das Lithiumdreieck innerhalb der ariden Zone Südamerikas

Das Lithiumdreieck (spanisch: Triángulo del Litio) ist eine an Lithiumvorkommen reiche Region innerhalb der Staaten Argentinien, Bolivien und Chile. Sie liegt innerhalb der ariden Zone von Südamerika. Das Lithium in dem Dreieck ist in verschiedenen Salztonebenen konzentriert, die entlang der Atacamawüste und in benachbarten Trockengebieten vorkommen. Zu den größten gehören der Salar de Uyuni in Bolivien, der Salar de Atacama in Chile und der Salar del Hombre Muerto in Argentinien.
Es wird vermutet, dass sich in diesem Gebiet etwa 54 % der weltweiten Lithiumreserven befinden. Andere Quellen gehen von bis zu drei Vierteln der weltweiten Reserven aus, davon allein die Hälfte in der Salar de Uyuni in Bolivien. Das chemische Element Lithium wird insbesondere für die Herstellung von Lithium-Ionen-Akkumulatoren gebraucht. Mit dem Wachstum der Elektromobilität wird Lithium damit zu einer zunehmend strategischen Ressource.